# Kraiburg am Inn
Kraiburg am Inn, Kraiburg a.Inn – gmina targowa w Niemczech, w kraju związkowym Bawaria, w rejencji Górna Bawaria, w regionie Südostoberbayern, w powiecie Mühldorf am Inn, siedziba wspólnoty administracyjnej Kraiburg am Inn. Leży około 10 km na południowy zachód od Mühldorf am Inn, nad Innem.

## Demografia
Dane o ludności z 31 grudnia 2008:
| Opis                                | Ogółem | Ogółem | Kobiety | Kobiety | Mężczyźni | Mężczyźni |
| ----------------------------------- | ------ | ------ | ------- | ------- | --------- | --------- |
| Jednostka                           | osób   | %      | osób    | %       | osób      | %         |
| Populacja                           | 4020   | 100    | 1989    | 49,48   | 2031      | 50,52     |
| Wiek przedprodukcyjny (0–17 lat)    | 774    | 19,25  | 365     | 9,08    | 409       | 10,17     |
| Wiek produkcyjny (18–65 lat)        | 2550   | 63,43  | 1241    | 30,87   | 1309      | 32,56     |
| Wiek poprodukcyjny (powyżej 65 lat) | 696    | 17,31  | 383     | 9,53    | 313       | 7,79      |

## Polityka
Wójtem gminy jest Michael Loher z UWG, rada gminy składa się z 16 osób.
|      | CSU | SPD | UWG | Zieloni | Razem |
| 2008 | 7   | 2   | 6   | 1       | 16    |
| 2002 | 8   | 3   | 5   | -       | 16    |

## Oświata
W gminie znajdują się dwa przedszkola (125 miejsc) oraz szkoła podstawowa z częścią Hauptschule (14 nauczycieli, 224 uczniów).